# Славков-у-Брна
Сла́вков-у-Брна (чеш. Slavkov u Brna ['slafkof 'ʊbr̩na]), раньше известен как А́устерли́ц (нем. Austerlitz) — город в Чехии на реке Литаве, в районе Вишков Южноморавского края, близ Брно.

## История
Крепость на месте современного города, первое упоминание о которой датируется 1237 годом, была основана на рубеже XII столетия немецкими рыцарями и принадлежала им, пока Сигизмунд Люксембургский не конфисковал её в 1420-х. Первое письменное упоминание о Славкове содержалось в грамоте короля Вацлава I, датированной 12 мая 1237 года, в которой поселение с названием Новоседлице указано как владение тевтонских рыцарей.
Название Славков впервые упоминается в 1361 году. Статус города и герб был дарован королём Вацлавом IV. Город возник на перекрёстке традиционных купеческих путей, ведущих из города Брно в Бучовицы, Годонин и Вышков. Из немецкого варианта топонима Новоседлице — «Нойстерлиц» (Neusterlitz) произошло общеупотребительное до начала XX века название Аустерлиц.
На протяжении XIII—XIV вв. славковское имение и крепость много раз меняли своих владельцев, пока в 1509 году их не приобрёл Ольдржих из Кауниц. Его потомки, Кауницы, господствовали в Славкове с небольшим перерывом почти четыре столетия, оказав значительное влияние на экономическое развитие города, его планировочное и архитектурное устройство. Ольдржих из Кауниц украсил площадь Славкова зданием ратуши и домами в духе Возрождения. Крепость была перестроена в замок, который постепенно превратился в роскошную резиденцию Кауницев.
Славков приобрел известность по происходившему рядом 2 декабря 1805 года сражению, которое называют иногда сражением трёх императоров (Dreikaiserschlacht), так как Александр I, Франц II и Наполеон I лично присутствовали на нём. Через четыре дня после сражения победитель и побеждённые стороны — австрийский император и русский царь — заключили в замке Аустерлиц перемирие. После Первой мировой войны и создания Чехословакии город получил название Славков-у-Брна. На месте сражения существует мемориал, часовня и музей.

## Культурное наследие
Построенный Кауницами замок Аустерлиц в 2008 году признан национальным памятником культуры Чехии.
Замок принадлежит к старейшим из сохранившихся аристократических резиденций в Моравии. В конце XVI века на старом фундаменте постройки времён немецких рыцарей был построен замок в ренессансном стиле, с четырьмя крыльями с аркадами и большой призматической башней. В конце XVII века возникла идея перестройки замка в резиденцию в стиле барокко. Строительные работы велись с перерывами до 1760-х гг.
Замковый парк в Славкове-у-Брна — в числе наиболее известных исторических парков Моравии. Создан в 1700 году под руководством Доминика Мартинелли.
Славковский замок является местом проведения разнообразных фестивалей, культурных мероприятий, выставок и т. п.

## Демографическая ситуация
На начало 2016 в городе зафиксировано 6564 жителя. Из них 3175 мужчин и 3389 женщин. Средний возраст жителей — 40,9 лет. В 2011 году была проведена перепись населения и на тот момент в городе проживало 6207 человек, из них 17,6 % в возрасте от 30 до 39 лет, 14,3 % — дети в возрасте до 14 лет, 7,2 % — пожилые люди старше 70 лет. Из 5322 жителей старше 15 лет среднее образование имели 34,4 % жителей. Высшее образование имели 13,2 % жителей, без образования — 0,3 %.

## Спорт
В Славкове-у-Брна имеются следующие объекты:
- площадка для гольфа
- бассейн-купальня
- летние корты для пляжного волейбола
- спортивный комплекс Bonaparte
- курортный дом (веллнес-центр)
- стадион
- замковое стрельбище.

## Население
| 1869  | 1880  | 1890  | 1900  | 1910  | 1921  | 1930  | 1950  | 1961  | 1970  | 1980  | 1991  |
| ----- | ----- | ----- | ----- | ----- | ----- | ----- | ----- | ----- | ----- | ----- | ----- |
| 3305  | ↗3487 | ↗3919 | ↘3703 | ↗4123 | ↗4231 | ↗4554 | ↘4445 | ↗4747 | ↗5001 | ↗5609 | ↗5890 |
| 2001  | 2011  | 2016  | 2017  | 2018  | 2019  | 2020  | 2021  | 2021  | 2022  | 2023  | 2024  |
| ↘5881 | ↗6207 | ↗6564 | ↗6597 | ↗6647 | ↗6694 | ↗6916 | ↗7045 | ↗7073 | ↘6992 | ↗7167 | ↗7169 |
| 2025  |       |       |       |       |       |       |       |       |       |       |       |
| ↗7258 |       |       |       |       |       |       |       |       |       |       |       |

## Города-побратимы
- Darney[вд], Франция
- Славкув, Польша